# Survivor Series (2013)
Survivor Series 2013 a fost ce-a de-a douăzecișișaptea ediție a pay-per-view-ului anual Survivor Series organizat de World Wrestling Entertainment. A avut loc pe data de 24 noiembrie 2013 în arena TD Garden din Boston, Massachusetts.

## Rezultate
- Kick-Off: The Miz l-a învins pe Kofi Kingston (8:39)
  - Miz l-a numărat pe Kofi după un «Inside Cradle».
- The Shield (Dean Ambrose, Roman Reigns & Seth Rollins) și The Real Americans (Antonio Cesaro & Jack Swagger) i-au învins pe Cody Rhodes & Goldust, Rey Mysterio și The Usos (Jey Uso & Jimmy Uso) într-un 5-on-5 Survivor Series elimination match (23:23)
  - Reigns l-a eliminat pe Mysterio după un «Spear».
- Big E Langston (c) l-a învins pe Curtis Axel păstrându-și campionatul WWE Intercontinental Championship (07:02)
  - Langston l-a numărat pe Axel după un «Big Ending».
- Total Divas (The Bella Twins (Brie Bella & Nikki Bella), Eva Marie, The Funkadactyls (Cameron & Naomi), JoJo & Natalya) le-a învins pe True Divas (AJ Lee, Aksana, Alicia Fox, Kaitlyn, Rosa Mendes, Summer Rae & Tamina Snuka) într-un 7-on-7 Survivor Series elimination match (11:29) 
  - Natalya a eliminato pe AJ după un «Sharpshooter».
- Mark Henry l-a învins pe Ryback (4:46)
  - Henry l-a numărat pe Ryback după un «World's Strongest Slam».
- John Cena (c) l-a învins pe Alberto del Rio păstrându-și campionatul WWE World Heavyweight Championship (18:49)
  - Cena l-a numărat pe Del Rio după un «Attitude Adjustment».
- CM Punk și Daniel Bryan i-au învins pe The Wyatt Family (Erick Rowan & Luke Harper) (însoțiți de Bray Wyatt) (16:51)
  - Punk l-a numărat pe Harper după un «Go To Sleep».
- Randy Orton (c) l-a învins pe Big Show păstrându-și campionatul WWE Championship (11:10)
  - Orton l-a numărat pe Show după un «RKO» și un «Running Punt Kick».
  - După meci, Cena a ieșit să îl confrunte pe Orton.